# W. O. Mitchell
W. O. Mitchell (13 de marzo de 1914-25 de febrero de 1998) fue un escritor y locutor canadiense. Es conocido por su novela Who Has Seen the Wind (1947), la cual retrata la vida en las praderas canadienses, y de la que se vendieron un millón de ejemplares en su país. Como locutor, fue conocido por su serie radiofónica Jake and the Kid, emitida por CBC Radio entre 1950 y 1956, que también trataba sobre la vida en las praderas.

## Biografía
Su nombre completo era William Ormond Mitchell, y nació en Weyburn, Saskatchewan (Canadá). Estudió psicología y filosofía en la Universidad de Manitoba, consiguiendo en 1943 su título de Bachelor of Arts y un certificado de enseñanza en la Universidad de Alberta.
Autor de novelas, cuentos y obras teatrales, Mitchell es sobre todo conocido por su novela publicada en 1947, Who Has Seen The Wind, de la cual se vendieron cerca de un millón de copias en Norteamérica, y por la serie radiofónica y la colección de cuentos, editados en 1961, titulada Jake and the Kid, obra que obtuvo el Premio Stephen Leacock. Ambas obras retrataban la vida en las praderas canadienses donde él se crio en los inicios del siglo XX. Mitchell fue llamado a menudo el Mark Twain de Canadá por sus relatos de aventuras juveniles.
En 1942, mientras Mitchell daba clases en la high school, se publicaron tres de sus cuentos. En 1948 se mudó a Toronto, Ontario, para trabajar como editor de ficción de la revista Maclean's. Fue en Toronto, donde Mitchell creó la serie radiofónica semanal Jake and the Kid, emitida por Canadian Broadcasting Corporation con un total de 320 episodios entre los años 1950 y 1956. 
Además de autor, Mitchell fue profesor de escritura creativa y profesor de varias universidades canadienses, siendo también director de la división literaria del Centro Banff.
W. O. Mitchell pasó sus últimos años de vida en Calgary, Alberta, ciudad en la que falleció en el año 1998 a causa de un cáncer de próstata.

## Galardones
En 1973, Mitchell fue nombrado oficial de la Orden de Canadá. Entre otras distinciones que recibió figran doctorados honorarios de cinco universidades canadienses y ser nombrado miembro del Consejo Privado de la Reina por Canadá el 5 de noviembre de 1992. En el año 2000, el gobierno de Canadá emitió un sello postal con su imagen.

## Obra

### Novelas
- 1947: Who Has Seen the Wind (ISBN 978-0771034756)
- 1962: The Kite (ISBN 978-0770422981)
- 1973: The Vanishing Point (ISBN 978-0770510442)
- 1981: How I Spent My Summer Holidays (ISBN 978-0771061103)
- 1984: Since Daisy Creek (ISBN 978-0770420642)
- 1988: Ladybug, Ladybug (ISBN 978-0771060762)
- 1989: According to Jake and the Kid (ISBN 978-0771060731)
- 1990: Roses are Difficult Here (ISBN 978-0770425234)
- 1992: For Art's Sake (ISBN 978-0770425777)

### Radio
- 1950–1956: Jake and the Kid (CBC Radio)
- 1951: The Black Bonspiel of Wullie MacCrimmon[2]

### Teatro
- 1978: Back to Beulah – obra ganadora del Floyd S. Chalmers Canadian Play Award
- 1982: For Those in Peril on the Sea

### Audio libros
- 1997: An Evening with W.O. Mitchell - Mitchell lee su propio trabajo

### Televisión
- 1977: The Magic Lie (presentador)
- 1980: Canada Vignettes: Melvin Arbuckle, Famous Canadian (guionista y narrador)
- 1981: Titans (actor)
- 1990: Road to Avonlea, episodio The Quarantine at Alexander Abraham's (actor)